# نیکلاس کارو
نیکلاس کارو (انگلیسی: Nicolas Caraux؛ زادهٔ ۴ مارس ۱۹۹۱) بازیکن فوتبال اهل فرانسه است.